# Lockheed C-5 Galaxy
Lockheed C-5 Galaxy je vojni transportni avion za stratešku potporu. Jedan je od najvećih vojnih aviona na svijetu. Interkontinentalnog je doleta a radi velikog unutrašnjeg volumena može prevoziti velike (i teške) terete. Avion je projektirala i proizvela tvornica zrakoplova Lockheed, a koriste ga Američko ratno zrakoplovstvo.

## Razvoj
1961. godine nekoliko zrakoplovnih kompanija počelo je dizajnirati mlazni avion za prijevoz teških i velikih tereta u zamjenu za C-133 i C-141 Starlifters. Američka vojska željela je veći avion od C-144. 1962. godine američka vojska odbija predloženo rješenje za transportni avion CX-4 jer nije imao značajnije prednosti u odnosu na C-144. U kasnim 1963.-im predstavljen je dizajn CX-X s maksimalnom težinom uzlijetanja 250.000 kg od čega je 82.000 kg korisni teret i s brzinom od 919 km/h. Cargo prostor bio je 5,2 m širok, 4,1 m visok i 30 m dugačak. Utovar je bio moguć i s prednje i sa stražnje strane trupa.
Krajem 1964. ponude za izradu aviona ponudili su Boeing, Douglas, General Dynamics, Lockheed i Martin Marietta. Ponude za motore primljene su od General Electric, Curtiss-Wright Corporation i Pratt & Whitneya. 1965. godine prihvaćeni su dizajni Loockheeda za avion i General Electrica za mlazni motor.
Prva C-5A Galaxy izašla je iz tvornice 2. ožujka 1968. godine a 30. lipnja počinju probni letovi. Nakon završetka testiranja prvi C-5A dodijeljena je u Transitional Training Unit u Altus Air Force Base. Prvi avion na korištenje isporučen je Američkim zračnim snagama u lipnju 1970. godine.

## Inačice

### C-5A
C-5A je originalna inačica C-5. Od 1969. do 1973. godine 81 avion isporučen je američkim zračnim bazama. Nakon pronalaska puknuća u strukturi krila (sredinom 1970-ih) smanjena je maksimalna težina tereta koju avion smije utovariti. Na programu promjene strukture krila za 77 C-5A radilo se od 1981. do 1987. godine. U izradi se koristila nova legura aluminija koja nije postojala kod prvobitne proizvodnje.

### C-5B
C-5B modernizirana je inačica C-5A. Usavršena su krila, postavljeni jači turbofen motori i ugrađeni moderniji instrumenti. Od 1986. do 1989. godine 50 aviona isporučeno je Američkim zračnim snagama.

### C-5C
C-5C je posebno modificirana inačica za prijevoz tereta velikih dimenzija. Modificirana su dva C-5. Micanjem odjeljaka za smještaj vojnika, unutrašnjosti trupa povećao se prostor za smještaj korisnog tereta većih dimenzija kao npr. sateliti koje je koristila NASA. Dodan je još jedan priključak za zemaljski agregat preko kojega se struja mogla prenositi na bilo koju utovarenu, o struji ovisnu opremu.

### C-5M
Nakon ispitivanja koje je pokazalo da je samo 20% strukture C-5 aviona «potrošeno», 1998. godine počeo je program modernizacije svih preostalih C-5B, C-5C i mnogih C-5A. Ugrađena je najnovija navigacijska i sigurnosna oprema, pilotska kabina je kompjuterizirana i opremljena novim autopilotom, Drugi dio programa sadrži ugradnju novih motora i pomoćnog napajanja (APU), obnavljanje dijelova oplate i konstrukcije, obnovljeno podvozje i poboljšani sustav za stavljanje kabine pod pritisak.
Novi motori skratit će dužinu uzlijetanja do 30%, znatno povećati nosivost, brzinu penjanja i dolet. Sa svim modifikacijama inačica dobiva oznaku C-5M Super Galaxy. Prva obnovljena C-5M Super Galaxy (od 111 planiranih) završena je 16. svibnja 2006. a prvi let bio je 19. lipnja 2006. godine.

## Tehničke karakteristike (C-5B)
Osnovne karakteristike
- posada: 8 uobičajeno, 4 minimalno
- dužina: 75,31 m
- raspon krila: 67,89 m
- površina krila: 576 m2
- visina: 19,84 m

Letne karakteristike
- najveća brzina: 932 km/h
- ekonomska brzina: 0,77 Macha
- dolet: 4.440 km
- brzina penjanja: 9,14 m/s
- najveća visina leta: 10.600 m
- specifično opterećenje krila: 610 kg/m2
- motor: 4× General Electric TF39-GE-1C turbofen motora

## Vanjske poveznice
- C-5 Galaxy - lockheedmartin.com   Arhivirana inačica izvorne stranice od 5. kolovoza 2009. (Wayback Machine)
- C-5 Galaxy - af.mil
- C-5 Galaxy povijest - af.mil   Arhivirana inačica izvorne stranice od 8. lipnja 2008. (Wayback Machine)
- C-5 Galaxy - air-attack.com